# Wereldkampioenschap superbike van Valencia 2000
Het wereldkampioenschap superbike van Valencia 2000 was de achtste ronde van het wereldkampioenschap superbike en de zevende ronde van het wereldkampioenschap Supersport 2000. De races werden verreden op 25 juni 2000 op het Circuit Ricardo Tormo Valencia nabij Cheste, Spanje.

## Superbike

### Race 1
| Pos | Nr  | Rijder               | Constructeur | Rondes | Tijd         | Grid | Punten |
| --- | --- | -------------------- | ------------ | ------ | ------------ | ---- | ------ |
| 1   | 3   | Troy Corser          | Aprilia      | 23     | 37:17.084    | 1    | 25     |
| 2   | 155 | Ben Bostrom          | Ducati       | 23     | +8.703       | 8    | 20     |
| 3   | 41  | Noriyuki Haga        | Yamaha       | 23     | +13.934      | 6    | 16     |
| 4   | 21  | Troy Bayliss         | Ducati       | 23     | +18.190      | 7    | 13     |
| 5   | 2   | Colin Edwards        | Honda        | 23     | +21.205      | 5    | 11     |
| 6   | 14  | Peter Goddard        | Kawasaki     | 23     | +21.334      | 10   | 10     |
| 7   | 111 | Aaron Slight         | Honda        | 23     | +22.335      | 11   | 9      |
| 8   | 9   | Katsuaki Fujiwara    | Suzuki       | 23     | +22.382      | 2    | 8      |
| 9   | 30  | Alessandro Antonello | Aprilia      | 23     | +0:31.102    | 17   | 7      |
| 10  | 4   | Akira Yanagawa       | Kawasaki     | 23     | +31.650      | 12   | 6      |
| 11  | 13  | Andreas Meklau       | Ducati       | 23     | +32.026      | 16   | 5      |
| 12  | 10  | Vittoriano Guareschi | Yamaha       | 23     | +46.827      | 13   | 4      |
| 13  | 46  | Mauro Sanchini       | Ducati       | 23     | +1:13.070    | 24   | 3      |
| 14  | 113 | Paolo Blora          | Ducati       | 23     | +1:14.373    | 25   | 2      |
| 15  | 18  | Markus Barth         | Yamaha       | 23     | +1:17.734    | 18   | 1      |
| 16  | 27  | Frédéric Protat      | Ducati       | 23     | +1:18.192    | 19   |        |
| 17  | 38  | Lance Isaacs         | Ducati       | 23     | +1:23.802    | 26   |        |
| 18  | 23  | Jiří Mrkývka         | Ducati       | 23     | +1:27.166    | 29   |        |
| 19  | 39  | Alessandro Gramigni  | Yamaha       | 23     | +1:29.695    | 21   |        |
| 20  | 15  | Igor Antonelli       | Kawasaki     | 23     | +1:32.208    | 27   |        |
| 21  | 80  | José Oriol Fernández | Honda        | 23     | +1:33.173    | 28   |        |
| 22  | 70  | Javier Rodríguez     | Honda        | 22     | +1 ronde     | 30   |        |
| 23  | 68  | Thierry Mulot        | Ducati       | 22     | +1 ronde     | 23   |        |
| 24  | 71  | Guim Roda            | Ducati       | 22     | +1 ronde     | 31   |        |
| 25  | 32  | Massimo De Silvestro | Kawasaki     | 21     | +2 ronden    | 33   |        |
| DNF | 28  | Jürgen Oelschläger   | Yamaha       | 20     | Uitgevallen  | 22   |        |
| DNF | 12  | Haruchika Aoki       | Ducati       | 19     | Ongeluk      | 14   |        |
| DNF | 44  | Claude-Alain Jäggi   | Honda        | 10     | Uitgevallen  | 34   |        |
| DNF | 19  | Juan Borja           | Ducati       | 9      | Uitgevallen  | 3    |        |
| DNF | 11  | Lucio Pedercini      | Ducati       | 8      | Uitgevallen  | 20   |        |
| DNF | 35  | Giovanni Bussei      | Kawasaki     | 8      | Uitgevallen  | 15   |        |
| DNF | 7   | Pierfrancesco Chili  | Suzuki       | 4      | Uitgevallen  | 9    |        |
| DNF | 65  | Giuliano Sartoni     | Ducati       | 4      | Uitgevallen  | 32   |        |
| DNF | 33  | Robert Ulm           | Ducati       | 0      | Ongeluk      | 4    |        |
| DNS | 31  | Marco Gerbaudo       | Ducati       | 0      | Niet gestart |      |        |

### Race 2
| Pos | Nr  | Rijder               | Constructeur | Rondes | Tijd         | Grid | Punten |
| --- | --- | -------------------- | ------------ | ------ | ------------ | ---- | ------ |
| 1   | 41  | Noriyuki Haga        | Yamaha       | 23     | 37:27.788    | 6    | 25     |
| 2   | 155 | Ben Bostrom          | Ducati       | 23     | +1.227       | 8    | 20     |
| 3   | 21  | Troy Bayliss         | Ducati       | 23     | +3.056       | 7    | 16     |
| 4   | 2   | Colin Edwards        | Honda        | 23     | +10.455      | 5    | 13     |
| 5   | 3   | Troy Corser          | Aprilia      | 23     | +12.966      | 1    | 11     |
| 6   | 14  | Peter Goddard        | Kawasaki     | 23     | +16.512      | 10   | 10     |
| 7   | 111 | Aaron Slight         | Honda        | 23     | +16.677      | 11   | 9      |
| 8   | 19  | Juan Borja           | Ducati       | 23     | +17.015      | 3    | 8      |
| 9   | 7   | Pierfrancesco Chili  | Suzuki       | 23     | +18.632      | 9    | 7      |
| 10  | 9   | Katsuaki Fujiwara    | Suzuki       | 23     | +19.703      | 2    | 6      |
| 11  | 12  | Haruchika Aoki       | Ducati       | 23     | +24.027      | 14   | 5      |
| 12  | 4   | Akira Yanagawa       | Kawasaki     | 23     | +28.093      | 12   | 4      |
| 13  | 10  | Vittoriano Guareschi | Yamaha       | 23     | +37.662      | 13   | 3      |
| 14  | 39  | Alessandro Gramigni  | Yamaha       | 23     | +48.988      | 21   | 2      |
| 15  | 46  | Mauro Sanchini       | Ducati       | 23     | +53.047      | 24   | 1      |
| 16  | 11  | Lucio Pedercini      | Ducati       | 23     | +56.651      | 20   |        |
| 17  | 38  | Lance Isaacs         | Ducati       | 23     | +1:01.522    | 26   |        |
| 18  | 27  | Frédéric Protat      | Ducati       | 23     | +1:01.561    | 19   |        |
| 19  | 113 | Paolo Blora          | Ducati       | 23     | +1:10.708    | 25   |        |
| 20  | 28  | Jürgen Oelschläger   | Yamaha       | 23     | +1:11.205    | 22   |        |
| 21  | 18  | Markus Barth         | Yamaha       | 23     | +1:21.049    | 18   |        |
| 22  | 80  | José Oriol Fernández | Honda        | 23     | +1:36.688    | 28   |        |
| 23  | 68  | Thierry Mulot        | Ducati       | 23     | +1:42.766    | 23   |        |
| 24  | 70  | Javier Rodríguez     | Honda        | 22     | +1 ronde     | 30   |        |
| 25  | 65  | Giuliano Sartoni     | Ducati       | 22     | +1 ronde     | 32   |        |
| 26  | 71  | Guim Roda            | Ducati       | 22     | +1 ronde     | 31   |        |
| DNF | 35  | Giovanni Bussei      | Kawasaki     | 13     | Uitgevallen  | 15   |        |
| DNF | 13  | Andreas Meklau       | Ducati       | 11     | Ongeluk      | 16   |        |
| DNF | 23  | Jiří Mrkývka         | Ducati       | 10     | Uitgevallen  | 29   |        |
| DNF | 32  | Massimo De Silvestro | Kawasaki     | 9      | Uitgevallen  | 33   |        |
| DNF | 44  | Claude-Alain Jäggi   | Honda        | 8      | Uitgevallen  | 34   |        |
| DNF | 30  | Alessandro Antonello | Aprilia      | 5      | Ongeluk      | 17   |        |
| DNF | 15  | Igor Antonelli       | Kawasaki     | 4      | Ongeluk      | 27   |        |
| DNS | 33  | Robert Ulm           | Ducati       | 0      | Niet gestart | 4    |        |
| DNS | 31  | Marco Gerbaudo       | Ducati       | 0      | Niet gestart |      |        |

## Supersport
| Pos | Nr | Rijder                | Constructeur | Rondes | Tijd           | Grid | Punten |
| --- | -- | --------------------- | ------------ | ------ | -------------- | ---- | ------ |
| 1   | 6  | Christian Kellner     | Yamaha       | 23     | 38:51.491      | 3    | 25     |
| 2   | 4  | Jörg Teuchert         | Yamaha       | 23     | +0.012         | 1    | 20     |
| 3   | 17 | Pere Riba             | Honda        | 23     | +0.353         | 7    | 16     |
| 4   | 7  | Fabrizio Pirovano     | Suzuki       | 23     | +12.480        | 8    | 13     |
| 5   | 44 | Antonio Carlacci      | Yamaha       | 23     | +13.649        | 5    | 11     |
| 6   | 2  | Iain MacPherson       | Kawasaki     | 23     | +14.431        | 4    | 10     |
| 7   | 3  | Piergiorgio Bontempi  | Ducati       | 23     | +14.650        | 2    | 9      |
| 8   | 12 | Andrew Pitt           | Kawasaki     | 23     | +15.356        | 20   | 8      |
| 9   | 14 | Christophe Cogan      | Yamaha       | 23     | +15.896        | 12   | 7      |
| 10  | 22 | Werner Daemen         | Yamaha       | 23     | +16.525        | 11   | 6      |
| 11  | 8  | Cristiano Migliorati  | Suzuki       | 23     | +31.589        | 21   | 5      |
| 12  | 10 | William Costes        | Honda        | 23     | +39.157        | 28   | 4      |
| 13  | 20 | Karl Harris           | Suzuki       | 23     | +39.539        | 26   | 3      |
| 14  | 28 | Michele Malatesta     | Suzuki       | 23     | +39.736        | 25   | 2      |
| 15  | 9  | Wilco Zeelenberg      | Yamaha       | 23     | +55.602        | 33   | 1      |
| 16  | 16 | Sébastien Charpentier | Honda        | 23     | +55.842        | 14   |        |
| 17  | 58 | Alex Hervas           | Yamaha       | 23     | +56.697        | 24   |        |
| 18  | 5  | Rubén Xaus            | Ducati       | 23     | +1:23.462      | 10   |        |
| DNF | 35 | Shinya Takeishi       | Honda        | 18     | Uitgevallen    | 17   |        |
| DNF | 82 | Gareth Kenward        | Suzuki       | 18     | Uitgevallen    | 34   |        |
| DNF | 40 | Kevin Curtain         | Yamaha       | 15     | Ongeluk        | 16   |        |
| DNF | 21 | Massimo Meregalli     | Yamaha       | 13     | Ongeluk        | 15   |        |
| DNF | 57 | Eduard Ullastres      | Honda        | 13     | Uitgevallen    | 32   |        |
| DNF | 26 | Kyro Verstraeten      | Yamaha       | 12     | Ongeluk        | 27   |        |
| DNF | 54 | Stefano Cruciani      | Ducati       | 12     | Schade ongeluk | 18   |        |
| DNF | 24 | Maurizio Prattichizzo | Yamaha       | 11     | Uitgevallen    | 23   |        |
| DNF | 31 | Karl Muggeridge       | Honda        | 11     | Schade ongeluk | 6    |        |
| DNF | 19 | Walter Tortoroglio    | Ducati       | 9      | Ongeluk        | 29   |        |
| DNF | 56 | David Vazquez         | Yamaha       | 8      | Ongeluk        | 31   |        |
| DNF | 69 | James Whitham         | Yamaha       | 7      | Ongeluk        | 9    |        |
| DNF | 55 | Norino Brignola       | Yamaha       | 7      | Uitgevallen    | 30   |        |
| DNF | 15 | Paolo Casoli          | Ducati       | 5      | Ongeluk        | 13   |        |
| DNF | 34 | Yves Briguet          | Ducati       | 5      | Ongeluk        | 19   |        |
| DNF | 18 | Vittorio Iannuzzo     | Yamaha       | 1      | Ongeluk        | 22   |        |
| DNS | 39 | Nigel Arnold          | Honda        | 0      | Niet gestart   |      |        |

## Tussenstanden na wedstrijd

### Superbike
| Pos | Nr | Rijder              | Team    | Punten |
| --- | -- | ------------------- | ------- | ------ |
| 1   | 2  | Colin Edwards       | Honda   | 232    |
| 2   | 41 | Noriyuki Haga       | Yamaha  | 207    |
| 3   | 3  | Troy Corser         | Aprilia | 203    |
| 4   | 7  | Pierfrancesco Chili | Suzuki  | 167    |
| 5   | 21 | Troy Bayliss        | Ducati  | 133    |

### Supersport
| Pos | Nr | Rijder            | Team   | Punten |
| --- | -- | ----------------- | ------ | ------ |
| 1   | 4  | Jörg Teuchert     | Yamaha | 116    |
| 2   | 6  | Christian Kellner | Yamaha | 99     |
| 3   | 69 | James Whitham     | Yamaha | 88     |
| 4   | 15 | Paolo Casoli      | Ducati | 84     |
| 5   | 1  | Stéphane Chambon  | Suzuki | 80     |

2000 · 2001 · 2002 · 2003 · 2004 · 2005 · 2006 · 2007 · 2008 · 2009 · 2010